# Andrea Lindholz

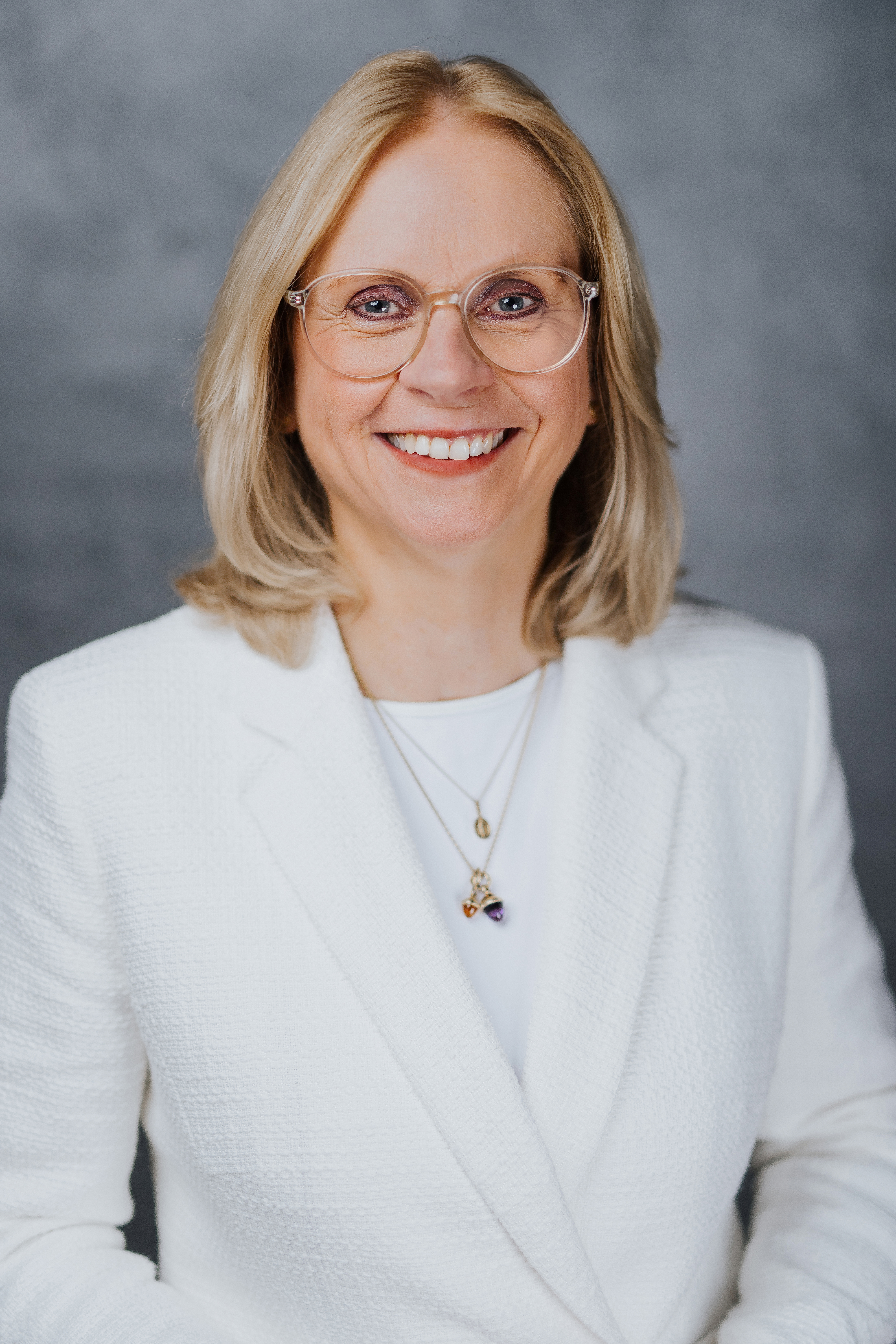
Andrea Lindholz (2025)

Andrea Lindholz (* 25. September 1970 in Bonn als Andrea Milnik) ist eine deutsche Politikerin (CSU) und Rechtsanwältin. Seit 2013 ist sie Mitglied des Deutschen Bundestages und seit 2025 dessen Vizepräsidentin. Außerdem ist sie seit 2021 Vizepräsidentin der THW-Bundesvereinigung e. V.

## Leben
Nach dem Abitur am Hanns-Seidel-Gymnasium in Hösbach im Jahr 1991 studierte Andrea Lindholz 1991 bis 1995 Rechtswissenschaften an der Johann Wolfgang Goethe-Universität Frankfurt am Main und an der Julius-Maximilians-Universität Würzburg. Hier legte sie 1995 ihr erstes juristisches Staatsexamen ab. Anschließend absolvierte sie das Referendariat am Landgericht Aschaffenburg und am Verwaltungsgericht Würzburg und schloss dieses 1999 mit ihrem zweiten juristischen Staatsexamen ab.
Seit 2000 ist Andrea Lindholz selbständige Rechtsanwältin und seit 2007 auch Fachanwältin für Familienrecht.
Andrea Lindholz ist katholisch, verheiratet und hat einen Sohn. Sie wohnt mit ihrer Familie in Goldbach.

## Politik

### Kommunalpolitik
Andrea Lindholz ist seit 1998 Mitglied der CSU und seit 1999 Mitglied der Frauen Union. Sie übt verschiedene Funktionen innerhalb der Partei aus, u. a. Kreisvorsitzende der CSU Aschaffenburg Land, Ehrenkreisvorsitzende der Frauen Union Aschaffenburg Land.
Kommunalpolitisch aktiv ist sie seit 2002. Von 2002 bis 2014 war sie Gemeinderatsmitglied in Goldbach. Seit 2002 gehört sie dem Kreistag Aschaffenburg an. Von Mai 2008 bis April 2014 war sie die erste Stellvertreterin des Landrates Ulrich Reuter.
Ehrenamtlich engagiert sie sich von 2013 bis 2025 als stellvertretende Vorsitzende des Bayerischen Roten Kreuzes Aschaffenburg sowie in weiteren Stiftungen, Vereinen und Organisationen. Seit 2021 ist sie Vizepräsidentin der THW-Bundesvereinigung e. V.

### Bundestagsabgeordnete
Bei der Bundestagswahl am 22. September 2013 zog Andrea Lindholz mit 52,4 % der Erststimmen als Direktkandidatin des Bundeswahlkreises Stadt und Landkreis Aschaffenburg in den Deutschen Bundestag ein und trat die Nachfolge von Norbert Geis an. Im Bundestag war sie in der 18. Wahlperiode ordentliches Mitglied im Innenausschusses, im NSA-Untersuchungsausschuss sowie im Ausschuss für die Angelegenheiten der Europäischen Union.
Bei der Wahl zum 19. Deutschen Bundestag wurde Lindholz mit 48 % der Erststimmen im Amt bestätigt. In der Wahlperiode war Lindholz Vorsitzende des Ausschusses für Inneres und Heimat und gehörte als ordentliches Mitglied dem Parlamentarischen Kontrollgremium an. Zudem war sie stellvertretendes Mitglied im Ausschuss für Kultur und Medien, im Gemeinsamen Ausschuss, sowie im Ausschuss für Recht und Verbraucherschutz.
Lindholz äußerte sich Mitte 2020 kritisch, in der bundesdeutschen Verfassung das Wort „Rasse“ zu streichen, was sie als „eher hilflose[n] Scheindebatte“ bezeichnet. Eine Streichung wäre nur möglich, „wenn es einen adäquaten und völkerrechtlich anerkannten Ersatz gibt.“ Ihrer Ansicht nach erschwere eine Streichung zudem die Rechtsprechung. Der Begriff diene zudem als Diskriminierungsmerkmal und Analysekonzept und solle in Deutschland nicht losgelöst vom internationalen Diskurs gesehen werden. Nach Ansicht von Stephan Hebel steht sie mit diesem „Rassismus der Mitte“ jedoch „beispielhaft für ein Verhalten, das rassistische Strukturen durch Duldung begünstigt und Widerstand verweigert.“ Die Verfassungsjuristen Nahed Samour und Cengiz Barskanmaz stützten die Einschätzungen von Lindholz. Vier Jahre später zogen auch die Parteien von SPD, FDP und Grünen in der Bundesregierung ihre Pläne zum Streichen des Wortes „Rasse“ aufgrund juristischer Schwierigkeiten zurück.
Bei der Bundestagswahl am 26. September 2021 verteidigte Lindholz ihr Mandat erneut erfolgreich mit 40,7 % der Erststimmen. In der 20. Wahlperiode war sie stellvertretende Vorsitzende der CDU/CSU-Bundestagsfraktion für die Themen Recht, Innen und Heimat, Vertriebene, Aussiedler und deutsche Minderheiten. Sie war Mitglied im Parlamentarischen Kontrollgremium (PKGr) und dort Obfrau für die CDU/CSU-Bundestagsfraktion. Außerdem war sie stellvertretendes Mitglied im Ausschuss für Inneres und Heimat sowie im Rechtsausschuss.
Bei der Bundestagswahl am 23. Februar 2025 konnte Lindholz ihr Mandat erneut erfolgreich verteidigen. Sie erzielte 43,8 % der Erststimmen im Bundeswahlkreis Stadt und Landkreis Aschaffenburg. In der 21. Wahlperiode ist sie Vizepräsidentin des Deutschen Bundestages für die CDU/CSU-Bundestagsfraktion. In der konstituierenden Sitzung des Deutschen Bundestages wurde sie mit 425 Ja-Stimmen bei 132 Nein-Stimmen und 53 Enthaltungen gewählt. Als Bundestagsvizepräsidentin übernimmt sie den Vorsitz der Kommission des Ältestenrates zur Rechtsstellung der Abgeordneten sowie der Kommission des Ältestenrates für Informationstechnologien und Digitalisierung (IuD-Kommission). Außerdem ist sie stellvertretendes Mitglied im Innenausschuss sowie im Ausschuss für Recht und Verbraucherschutz.

## Mitgliedschaften
Andrea Lindholz ist Mitglied der überparteilichen Europa-Union Deutschland, die sich für ein föderales Europa und den europäischen Einigungsprozess einsetzt.
Von 2013 bis 2025 war sie stellvertretende Vorsitzende des Bayerischen Roten Kreuzes Aschaffenburg.
Seit 2021 ist sie Vizepräsidentin der THW-Bundesvereinigung.
Außerdem ist sie Mitglied des Kuratoriums der Stiftung Denkmal für die ermordeten Juden Europas.